# Anastacia (album)
Az Anastacia című album Anastacia amerikai énekesnő harmadik albuma. Európában és Ausztráliában 2004. március 29-én, Japánban június 9-én jelent meg, és számos országban a slágerlista élére került.
Az Egyesült Államokban nem jelent meg, bár tervezték kiadását; 2005. augusztus 30-án jelent volna meg, egy módosítással: a Sexy Single című dal helyére az egyik kislemezen B oldalas dalként megjelent Underground Army került volna.

## Háttere
2003 januárjában Anastaciát, miközben mellkisebbítő műtétre készült, mellrákkal diagnosztizálták. Az énekesnő ezután alapítványt hozott létre, melynek célja, hogy felhívja a figyelmet arra, hogy fiatal nők is kaphatnak rákot. Az új album készítésébe 2003 szeptemberében fogott bele Glen Ballard, Dallas Austin és David A. Stewart közreműködésével. A dalokhoz rockosabb hangzást képzelt el, ami leginkább Seasons Change, Time és I Do című dalaiban hallatszik (utóbbiban közreműködik Sonny Sandoval a P.O.D.-ból). A betegsége miatt átélt trauma rányomta hangulatát a dalokra, és az énekesnő weboldalán azt írta, nagyon nehéz volt elkészíteni az albumot.

…nem volt kellemes élmény. Rendszerint az élet napos oldalát nézem, de ebben az albumban eddig semmi nem volt pozitív élmény. Az orvosom azt mondta, hogy fáradt leszek, nem azt, hogy hülye, de semmire nem voltam képes összpontosítani. Megírtam a versszakot, aztán nem tudtam megírni a refrént, vagy megírtam a refrént, de nem tudtam megírni az átvezető szakaszt. Nem tudtam beszélni, nem voltam képes gondolkodni, teljesen kivoltam. Az orvosok azt mondták, fáradt leszek, de álmatlanságtól szenvedtem. Nehéz volt…

## Fogadtatása
Az Anastacia album nagy siker lett, tizenegy országban vezette a slágerlistát, és négy továbbiban a második helyig jutott. Első kislemeze, a Left Outside Alone is sikert aratott, több országban listavezető vagy top 5 sláger lett, és az összeurópai European Hot 100 Singles kislemezlistán is az első helyre került. Az albumról még három sikeres kislemez jelent meg, melyek közül a Sick and Tired lett a legsikeresebb, számos európai országban top 5 sláger lett, és csaknem akkora sikert aratott, mint a Left Outside Alone. A Welcome to My Truth Anastacia legmagasabb példányszámban elkelt kislemeze lett Spanyolországban. A Heavy on My Heart bevételeit mellrákellenes alapítványa számára ajánlotta fel.

## Számlista
| #   | Cím                       | Szerzők                                             | Producerek      | Hossz |
| --- | ------------------------- | --------------------------------------------------- | --------------- | ----- |
| 1.  | Seasons Change            | Anastacia, Kara DioGuardi, John Rzeznik             | Glen Ballard    | 4:17  |
| 2.  | Left Outside Alone        | Anastacia, Dallas Austin, Ballard                   | Austin, Ballard | 4.17  |
| 3.  | Time                      | Anastacia, Austin, Ballard                          | Austin, Ballard | 3:33  |
| 4.  | Sick and Tired            | Anastacia, Austin, Ballard                          | Austin, Ballard | 3:30  |
| 5.  | Heavy on My Heart         | Anastacia, Billy Mann                               | Mann, Ballard   | 4:26  |
| 6.  | I Do feat. Sonny Sandoval | Anastacia, DioGuardi, Lukas Burton, Danny Weissfeld | Ric Wake        | 3:04  |
| 7.  | Welcome to My Truth       | Anastacia, DioGuardi, John Shanks                   | Shanks          | 4:03  |
| 8.  | Pretty Little Dum Dum     | Anastacia, Ballard, DioGuardi                       | Ballard         | 4:37  |
| 9.  | Sexy Single               | Anastacia, David A. Stewart                         | Stewart         | 3:52  |
| 10. | Rearview                  | Anastacia, DioGuardi, Shanks                        | Shanks          | 4:12  |
| 11. | Where Do I Belong         | Anastacia, DioGuardi, Patrick Leonard               | Leonard         | 3:26  |
| 12. | Maybe Today               | Anastacia, Stewart                                  | Stewart         | 5:15  |

Bónusz DVD a Limited edition kiadáshoz
1. The Making of Anastacia
2. 2002 Europe Tour Promo
3. Fotógaléria

## Kislemezek
- Left Outside Alone (2004. március 15.)
- Sick and Tired (2004. július 19.)
- Welcome to My Truth (2004. november 8.)
- Heavy on My Heart (2005. március 7.)

## Megjelenési dátumok
| Ország             | Dátum             | Kiadó |
| ------------------ | ----------------- | ----- |
| Egyesült Királyság | 2004. március 29. | Epic  |
| Franciaország      | 2004. március 29. | Sony  |
| Olaszország        | 2004. március 29. | Sony  |
| Németország        | 2004. március 29. | Sony  |
| Svájc              | 2004. március 29. | Sony  |
| Ausztrália         | 2004. március 29. | Sony  |
| Japán              | 2004. június 9.   | Sony  |

## Helyezések és minősítések
| Slágerlista (2004)                | Legmagasabb helyezés |
| --------------------------------- | -------------------- |
| Ausztrál albumslágerlista         | 1                    |
| Belga albumslágerlista (Flandria) | 1                    |
| Belga albumslágerlista (Vallónia) | 5                    |
| Brit albumslágerlista             | 1                    |
| Dán albumslágerlista              | 1                    |
| European Top 100 Albums           | 1                    |
| Finn albumslágerlista             | 3                    |
| Francia albumslágerlista          | 14                   |
| Görög albumslágerlista            | 1                    |
| Holland albumslágerlista          | 1                    |
| Ír albumslágerlista               | 2                    |
| Lengyel albumslágerlista          | 16                   |
| Magyar albumslágerlista           | 4                    |
| Német albumslágerlista            | 1                    |
| Norvég albumslágerlista           | 1                    |
| Olasz albumslágerlista            | 2                    |
| Osztrák albumslágerlista          | 1                    |
| Portugál albumslágerlista         | 2                    |
| Spanyol albumslágerlista          | 2                    |
| Svájci albumslágerlista           | 1                    |
| Svéd albumslágerlista             | 1                    |
| Új-zélandi albumslágerlista       | 26                   |

| Ország             | Minősítés       |
| ------------------ | --------------- |
| Ausztrália         | 2× platinalemez |
| Ausztria           | 2× platinalemez |
| Belgium            | Aranylemez      |
| Dánia              | Platinalemez    |
| Egyesült Királyság | 4× platinalemez |
| Európa             | 3× platinalemez |
| Finnország         | Platinalemez    |
| Franciaország      | Aranylemez      |
| Görögország        | Platinalemez    |
| Hollandia          | Platinalemez    |
| Magyarország       | Aranylemez      |
| Németország        | 4× platinalemez |
| Norvégia           | Platinalemez    |
| Portugália         | Aranylemez      |
| Spanyolország      | 2× platinalemez |
| Svájc              | 3× platinalemez |
| Svédország         | Platinalemez    |

### Év végi slágerlisták
| Slágerlista (2004)                        | Helyezés |
| ----------------------------------------- | -------- |
| Ausztrál albumslágerlista                 | 14       |
| Belga albumslágerlista (Flandria)         | 6        |
| Belga albumslágerlista (Vallónia)         | 38       |
| Brit albumslágerlista                     | 6        |
| European Top 100 Albums                   | 2        |
| Francia albumslágerlista                  | 41       |
| Ír albumslágerlista                       | 18       |
| Magyar albumslágerlista (listás helyezés) | 20       |
| Magyar albumslágerlista (eladás alapján)  | 32       |
| Német albumslágerlista                    | 1        |
| Osztrák albumslágerlista                  | 2        |
| Spanyol albumslágerlista                  | 8        |
| Svájci albumslágerlista                   | 1        |
| Világszerte                               | 15       |